# Prix Aldor
Le Prix Aldor est un prix annuel québécois qui souligne l'excellence de réalisations d'artistes ou d'artisans œuvrant dans le domaine du patrimoine culturel immatériel,,. Le prix est remis lors du Festival Trad Montréal, plus précisément durant le Gala La Grande Rencontre, coordonné par l'organisme EspaceTrad. Le prix a été instauré en 1995. Il est nommé en l'honneur d'Aldor Morin, harmoniciste québécois.

## Jury et désignation
Le jury est composé d'acteurs et d'actrices notoires du secteur du patrimoine vivant. En 2022, le jury est composé du musicien et directeur artistique Jean Desrochers, de la directrice du volet danse à l'agence Résonnance et gigueuse Yaëlle Azoulay, ainsi que l'animateur de l'émission radio diffusée sur les ondes de CIBL 101,5 « L'affaire est dans l'trad » Dominic Béland. La même année, le gala est animé par Pierre Chartrand et le groupe Émergence. En 2023, Rachel Aucoin, de Maréemusique remplace Yaëlle Azoulay au sein du Jury, et la musique est assumée par Lisa Ornstein et David Brunelle.

## Palmarès
| Année | Lauréats |
| ----- | --- |
| 2024  | Aldor Médiation et transmission: Jean Duval Aldor Reconnaissance: Lisa Ornstein Aldor Création et interprétation: La R'voyure                                     |
| 2023  | Aldor Médiation et transmission: Philippe Jetté Aldor Reconnaissance: Carmen Guérard Aldor Entrepreneuriat: Centre de valorisation du patrimoine vivant "ès TRAD" |
| 2022  | Ador Création: Anaïs Barbeau-Lavalette et Émile Proulx-Cloutier (Pas perdus) Aldor Relève: François-Félix Roy Aldor Reconnaissance: Claude Méthé                  |
| 2021  | Ador Création: Cédric Dind-Lavoie (Archives) Aldor Reconnaissance: Gilles Garand Aldor Entreprenariat: Maréemusique - de Souches à Oreilles                       |
| 2020  | Genticorum |
| 2019  | Sabin Jacques et Rachel Aucoin |
| 2018  | Benoît Bourque |
| 2017  | Richard Forest |
| 2016  | Gaston Nolet |
| 2015  | Raynald Ouellet |
| 2014  | Normand Legault et Réjean Simard |
| 2013  | Pierre Chartrand |
| 2012  | Alain Lamontagne et Gaëtane Breton |
| 2011  | André Gladu |
| 2010  | Gilles Vigneault et Les Charbonniers de l'enfer |
| 2009  | Francine Brunel-Reeves |
| 2008  | Hermas Réhel et Michel Faubert |
| 2007  | Jocelyn Bérubé |
| 2006  | Yves Lambert |
| 2005  | Jean-Paul Guimond |
| 2004  | Jean-Marie Verret |
| 2003  | Les Frères Pigeon |
| 2002  | Adélard Thomassin, Jean-Paul Beaulieu et Jean-Yves Hamel |
| 2001  | Dorothée Hogan |
| 2000  | Marcel Messervier |
| 1999  | Simonne Voyer |
| 1998  | Gabriel Labbé |
| 1997  | Aldor Morin |
| 1996  | La Bottine Souriante |

## NOtes et références
1. ↑  Martine Letarte, « Le « trad » est toujours à l’honneur au parc Lafontaine », Le devoir,‎ 22 mai 2010, G3 (lire en ligne)
2. ↑  Bryan Myles, « La dure turlute de la lutte », Le Devoir,‎ 19 juin 1999, B5 (lire en ligne)
3. ↑  Yves Bernard, « À la rencontre des premiers violons », Le Devoir,‎ 16 juillet 2008, B8 (lire en ligne)
4. ↑  Yves Bernard, « Les connexions irlandaises à La Grande Rencontre », Le Devoir,‎ 10 mai 2011, B7 (lire en ligne)
5. ↑  Lisette Comeau, « Prix, honneurs, distinctions », Rabaska : revue d'ethnologie de l'Amérique française, vol. 8,‎ 2010, p. 178–180 (ISSN 1703-7433 et 1916-7350, DOI 10.7202/045269ar, lire en ligne, consulté le 21 septembre 2022)
6. ↑  « Gala La Grande Rencontre », sur Festival Trad Montreal (consulté le 21 septembre 2022)